# Харитоново (городской округ Подольск)
Харитоново — деревня в Подольском районе Московской области России. Входит в состав сельского поселения Лаговское (до середины 2000-х — Сынковский сельский округ).

## Население
Согласно Всероссийской переписи, в 2002 году в деревне проживало 4 человека (2 мужчины и 2 женщины). По данным на 2005 год в деревне проживало 4 человека.

## Расположение
Деревня Харитоново расположена примерно в 9 км к юго-востоку от центра города Подольска. В километре к западу от деревни проходит Симферопольское шоссе. Ближайшие населённые пункты — село Сынково и деревня Слащёво.